# بازار کوکس-۲
بازار کوکس-۲ (به لاتین: Cox's Bazar-2) یک منطقهٔ مسکونی در بنگلادش است که در ناحیه کاکس‌بازار واقع شده‌است.